# Unione Calcio Sampdoria 1995-1996
Questa voce raccoglie le informazioni riguardanti l'Unione Calcio Sampdoria nelle competizioni ufficiali della stagione 1995-1996.

## Stagione
Nella stagione 1995-1996 la Sampdoria allenata da Sergio Santarini disputa il campionato di Serie A. Gli acquisti dei futuri campioni Christian Karembeu e Clarence Seedorf (quest'ultimo dall'Ajax fresco vincitore della Champions League) non sono bastati a trascinare il Doria al di là di un anonimo ottavo posto in campionato. Nota di soddisfazione le 22 reti in campionato del giovane genovese Enrico Chiesa cresciuto nelle giovanili doriane e giunto a piena maturazione calcistica. Anche in Coppa Italia si è materializzata una  precoce eliminazione, nel secondo turno la Sampdoria ha superato il Perugia, ma nel terzo è stata eliminata ad opera del Cagliari.

## Divise e sponsor
Lo sponsor tecnico per la stagione 1995-1996 fu Asics, mentre lo sponsor ufficiale fu Nuova Tirrenia.
| Casa | Trasferta | Terza divisa |

## Organigramma societario
Area direttiva
- Presidente: Enrico Mantovani
- Direttore generale: Emiliano Salvarezza
- Segretario: Lorenzo Traverso
- Direttore relazioni esterne: Luigi Sinesi

Area sanitaria
- Medico sociale: Alfredo Bonsignore
- Massaggiatore: Giosuè Viganò

Area tecnica
- Direttore sportivo: Paolo Borea
- Team Manager: Giuseppe Dossena
- Direttore tecnico: Sven-Göran Eriksson
- Allenatore: Sergio Santarini
- Preparatore dei portieri: Pietro Battara
- Allenatore Primavera: Pietro Sabatini
- Preparatore atletico: Carlo Focardi

## Rosa

L'olandese Clarence Seedorf, neoacquisto della stagione.

| N. |                    | Ruolo | Calciatore          |
| -- | ------------------ | ----- | ------------------- |
| 1  | Italia (bandiera)  | P     | Walter Zenga        |
| 2  | Italia (bandiera)  | D     | David Balleri       |
| 3  | Italia (bandiera)  | D     | Riccardo Ferri (II) |
| 4  | Italia (bandiera)  | C     | Marco Franceschetti |
| 5  | Italia (bandiera)  | D     | Moreno Mannini      |
| 6  | Italia (bandiera)  | D     | Alessandro Lamonica |
| 7  | Italia (bandiera)  | D     | Emanuele Pesaresi   |
| 9  | Italia (bandiera)  | D     | Stefano Sacchetti   |
| 10 | Italia (bandiera)  | A     | Roberto Mancini     |
| 11 | Italia (bandiera)  | C     | Alberico Evani      |
| 12 | Italia (bandiera)  | P     | Angelo Pagotto      |
| 13 | Italia (bandiera)  | C     | Giovanni Invernizzi |
| 14 | Francia (bandiera) | C     | Christian Karembeu  |
| 15 | Italia (bandiera)  | C     | Fausto Salsano      |

| N. |                        | Ruolo | Calciatore           |
| -- | ---------------------- | ----- | -------------------- |
| 16 | Jugoslavia (bandiera)  | D     | Siniša Mihajlović    |
| 17 | Paesi Bassi (bandiera) | C     | Clarence Seedorf     |
| 18 | Italia (bandiera)      | A     | Claudio Bellucci     |
| 19 | Italia (bandiera)      | A     | Mauro Bertarelli     |
| 20 | Italia (bandiera)      | A     | Enrico Chiesa        |
| 21 | Italia (bandiera)      | A     | Filippo Maniero      |
| 22 | Italia (bandiera)      | P     | Matteo Sereni        |
| 23 | Italia (bandiera)      | P     | Fabrizio Marchesotti |
| 24 | Italia (bandiera)      | C     | Vincenzo Iacopino    |
| 25 | Italia (bandiera)      | D     | Alessandro Zito      |
| 26 | Italia (bandiera)      | C     | Davide Di Terlizzi   |
| 27 | Italia (bandiera)      | P     | Christian Cabella    |
| 28 | Italia (bandiera)      | C     | Giovanni Abate       |

## Risultati

### Serie A

#### Girone d'andata
| Arbitro: | Pairetto (Nichelino) |

|              |           |            |
| Karembeu 22’ | Marcatori | 24’ Branca |

| Cremona 10 settembre 1995 2ª giornata | Cremonese           | 0 – 0 referto | Sampdoria | Stadio Giovanni Zini\| Arbitro: \| Collina (Viareggio) \| |
| Arbitro:                              | Collina (Viareggio) |               |           |                                                           |

| Arbitro: | Ceccarini (Livorno) |

|                                |           |  |
| Karembeu 22’, 75’ Bellucci 88’ | Marcatori |  |

| Arbitro: | Messina (Bergamo) |

|                |           |             |
| Rizzitelli 63’ | Marcatori | 57’ Maniero |

| Arbitro: | Rodomonti (Teramo) |

|             |           |                        |
| Maniero 31’ | Marcatori | 53’ Silva 68’ Oliveira |

| Arbitro: | Trentalange (Torino) |

|                                   |           |                            |
| Corini 13’ Piovani 18’ Caccia 20’ | Marcatori | 47’ Maniero 90’ R. Mancini |

| Arbitro: | Bolognino (Milano) |

|                         |           |                      |
| Maniero 21’ Salsano 71’ | Marcatori | 57’ (rig.) Rui Costa |

| Arbitro: | Racalbuto (Gallarate) |

|            |           |                |
| Ciocci 42’ | Marcatori | 44’ R. Mancini |

| Genova 5 novembre 1995 9ª giornata | Sampdoria       | 0 – 0 referto | Inter | Stadio Luigi Ferraris\| Arbitro: \| Nicchi (Arezzo) \| |
| Arbitro:                           | Nicchi (Arezzo) |               |       |                                                        |

| Arbitro: | Treossi (Forlì) |

|                                            |           |                         |
| Herrera 38’ Evani 78’ (aut.) Tovalieri 90’ | Marcatori | 24’ Maniero 65’ Seedorf |

| Arbitro: | Messina (Bergamo) |

|                |           |  |
| Mihajlović 89’ | Marcatori |  |

| Arbitro: | Bettin (Padova) |

|                   |           |                      |
| Protti 48’ (rig.) | Marcatori | 28’, 37’, 77’ Chiesa |

| Arbitro: | Boggi (Salerno) |

|                 |           |  |
| Chiesa 41’, 53’ | Marcatori |  |

| Arbitro: | Bazzoli (Merano) |

|                                                                                  |           |                                       |
| Signori 18’, 40’ (rig.) Mihajlović 45’ (aut.) Winter 57’ Casiraghi 67’ Fuser 70’ | Marcatori | 38’ Mihajlović 65’, 76’ (rig.) Chiesa |

| Arbitro: | Beschin (Legnago) |

|                            |           |                        |
| Cruz 45’ (aut.) Chiesa 48’ | Marcatori | 54’ Di Napoli 75’ Buso |

| Arbitro: | Rodomonti (Teramo) |

|                                         |           |  |
| Panucci 10’ Savićević 37’ R. Baggio 56’ | Marcatori |  |

| Arbitro: | Pellegrino (Barcellona Pozzo di Gotto) |

|                         |           |                             |
| Chiesa 19’ Karembeu 37’ | Marcatori | 39’ M. Rossi 74’ Ambrosetti |

#### Girone di ritorno
| Arbitro: | Braschi (Prato) |

|                            |           |             |
| Balbo 45’ (rig.), 62’, 90’ | Marcatori | 52’ Mannini |

| Arbitro: | Bettin (Padova) |

|                        |           |  |
| Balleri 12’ Chiesa 60’ | Marcatori |  |

| Arbitro: | Beschin (Legnago) |

|                     |           |  |
| Lamonica 19’ (aut.) | Marcatori |  |

| Arbitro: | Collina (Viareggio) |

|                |           |  |
| R. Mancini 62’ | Marcatori |  |

| Arbitro: | Stafoggia (Pesaro) |

|                                    |           |  |
| Napoli 38’ Oliveira 70’ Bisoli 86’ | Marcatori |  |

| Arbitro: | Bolognino (Milano) |

|                                          |           |  |
| Mihajlović 27’ Chiesa 49’ R. Mancini 65’ | Marcatori |  |

| Arbitro: | Treossi (Forlì) |

|                            |           |                             |
| Rui Costa 48’ Robbiati 76’ | Marcatori | 22’ R. Mancini 45’ Karembeu |

| Arbitro: | Bazzoli (Merano) |

|                     |           |             |
| Chiesa 4’, 25’, 54’ | Marcatori | 46’ Vlaović |

| Arbitro: | Boggi (Salerno) |

|  |           |                        |
|  | Marcatori | 44’, 68’ (rig.) Chiesa |

| Arbitro: | Braschi (Prato) |

|                        |           |                                                |
| Balleri 44’ Chiesa 45’ | Marcatori | 54’ (aut.) Balleri 57’ D. Morfeo 84’ Fortunato |

| Arbitro: | Pairetto (Nichelino) |

|                         |           |                                               |
| Bierhoff 45’ Marino 75’ | Marcatori | 31’, 55’ R. Mancini 63’ Chiesa 72’ Mihajlović |

| Arbitro: | Trentalange (Torino) |

|                            |           |  |
| Maniero 71’ R. Mancini 84’ | Marcatori |  |

| Arbitro: | Borriello (Mantova) |

|  |           |                                   |
|  | Marcatori | 1’ Chiesa 57’ Balleri 62’ Seedorf |

| Arbitro: | Stafoggia (Pesaro) |

|                                              |           |                                |
| Balleri 25’ R. Mancini 53’ Chiesa 87’ (rig.) | Marcatori | 21’ Casiraghi 37’, 64’ Signori |

| Arbitro: | Pellegrino (Barcellona Pozzo di Gotto) |

|                      |           |  |
| Di Napoli 86’ (rig.) | Marcatori |  |

| Arbitro: | Bazzoli (Merano) |

|                               |           |  |
| Chiesa 1’, 35’ R. Mancini 38’ | Marcatori |  |

| Arbitro: | Rodomonti (Teramo) |

|                                |           |                            |
| Mannini 18’ (aut.) Murgita 32’ | Marcatori | 20’ Seedorf 83’ R. Mancini |

### Coppa Italia
| Arbitro: | Treossi (Forlì) |

|  |           |                |
|  | Marcatori | 55’ R. Mancini |

| Arbitro: | Ceccarini (Livorno) |

|                       |           |             |
| Oliveira 4’ Muzzi 27’ | Marcatori | 67’ Seedorf |

## Statistiche

### Statistiche di squadra
| Competizione | Punti | In casa | In casa | In casa | In casa | In casa | In casa | In trasferta | In trasferta | In trasferta | In trasferta | In trasferta | In trasferta | Totale | Totale | Totale | Totale | Totale | Totale | DR  |
| Competizione | Punti | G       | V       | N       | P       | Gf      | Gs      | G            | V            | N            | P            | Gf           | Gs           | G      | V      | N      | P      | Gf     | Gs     | DR  |
| ------------ | ----- | ------- | ------- | ------- | ------- | ------- | ------- | ------------ | ------------ | ------------ | ------------ | ------------ | ------------ | ------ | ------ | ------ | ------ | ------ | ------ | --- |
| Serie A      | 52    | 17      | 10      | 5       | 2       | 33      | 15      | 17           | 4            | 5            | 8            | 26           | 32           | 34     | 14     | 10     | 10     | 59     | 47     | +12 |
| Coppa Italia |       | -       | -       | -       | -       | -       | -       | 2            | 1            | 0            | 1            | 2            | 2            | 2      | 1      | 0      | 1      | 2      | 2      | 0   |
| Totale       |       | 17      | 10      | 5       | 2       | 33      | 15      | 19           | 5            | 5            | 9            | 28           | 34           | 36     | 15     | 10     | 11     | 61     | 49     | +12 |

### Andamento in campionato
| Giornata  | 1 | 2  | 3 | 4 | 5  | 6  | 7  | 8  | 9  | 10 | 11 | 12 | 13 | 14 | 15 | 16 | 17 | 18 | 19 | 20 | 21 | 22 | 23 | 24 | 25 | 26 | 27 | 28 | 29 | 30 | 31 | 32 | 33 | 34 |
| --------- | - | -- | - | - | -- | -- | -- | -- | -- | -- | -- | -- | -- | -- | -- | -- | -- | -- | -- | -- | -- | -- | -- | -- | -- | -- | -- | -- | -- | -- | -- | -- | -- | -- |
| Luogo     | C | T  | C | T | C  | T  | C  | T  | C  | T  | C  | T  | C  | T  | C  | T  | C  | T  | C  | T  | C  | T  | C  | T  | C  | T  | C  | T  | C  | T  | C  | T  | C  | T  |
| Risultato | N | N  | V | N | P  | P  | V  | N  | N  | P  | V  | V  | V  | P  | N  | P  | N  | P  | V  | P  | V  | P  | V  | N  | V  | V  | P  | V  | V  | V  | N  | P  | V  | N  |
| Posizione | 8 | 12 | 7 | 7 | 11 | 13 | 10 | 10 | 12 | 12 | 12 | 9  | 6  | 8  | 9  | 12 | 11 | 12 | 10 | 11 | 10 | 11 | 9  | 8  | 8  | 8  | 9  | 8  | 8  | 8  | 8  | 8  | 8  | 8  |

Legenda:

Luogo: C = Casa; T = Trasferta. Risultato: V = Vittoria; N = Pareggio; P = Sconfitta.

### Statistiche dei giocatori[6]
| Giocatore        | Serie A  | Serie A | Serie A     | Serie A    | Coppa Italia | Coppa Italia | Coppa Italia | Coppa Italia | Totale   | Totale | Totale      | Totale     |
| Giocatore        | Presenze | Reti    | Ammonizioni | Espulsioni | Presenze     | Reti         | Ammonizioni  | Espulsioni   | Presenze | Reti   | Ammonizioni | Espulsioni |
| ---------------- | -------- | ------- | ----------- | ---------- | ------------ | ------------ | ------------ | ------------ | -------- | ------ | ----------- | ---------- |
| G. Abate         | 1        | 0       | ?           | ?          | -            | -            | -            | -            | 1        | 0      | 0+          | 0+         |
| D. Balleri       | 32       | 4       | ?           | ?          | 2            | 0            | ?            | ?            | 34       | 4      | ?           | ?          |
| C. Bellucci      | 16       | 1       | ?           | ?          | 1            | 0            | ?            | ?            | 17       | 1      | ?           | ?          |
| M. Bertarelli    | 8        | 0       | ?           | ?          | -            | -            | -            | -            | 8        | 0      | 0+          | 0+         |
| E. Chiesa        | 27       | 22      | ?           | ?          | -            | -            | -            | -            | 27       | 22     | 0+          | 0+         |
| D. Di Terlizzi   | 2        | 0       | ?           | ?          | -            | -            | -            | -            | 2        | 0      | 0+          | 0+         |
| A. Evani         | 29       | 0       | ?           | ?          | 1            | 0            | ?            | ?            | 30       | 0      | ?           | ?          |
| R. Ferri (II)    | 16       | 0       | ?           | ?          | -            | -            | -            | -            | 16       | 0      | 0+          | 0+         |
| M. Franceschetti | 15       | 0       | ?           | ?          | 2            | 0            | ?            | ?            | 17       | 0      | ?           | ?          |
| V. Iacopino      | 4        | 0       | ?           | ?          | -            | -            | -            | -            | 4        | 0      | 0+          | 0+         |
| G. Invernizzi    | 30       | 0       | ?           | ?          | 2            | 0            | ?            | ?            | 32       | 0      | ?           | ?          |
| C. Karembeu      | 32       | 5       | ?           | ?          | 2            | 0            | ?            | ?            | 34       | 5      | ?           | ?          |
| A. Lamonica      | 10       | 0       | ?           | ?          | -            | -            | -            | -            | 10       | 0      | 0+          | 0+         |
| R. Mancini       | 26       | 11      | ?           | ?          | 2            | 1            | ?            | ?            | 28       | 12     | ?           | ?          |
| F. Maniero       | 25       | 6       | ?           | ?          | 2            | 0            | ?            | ?            | 27       | 6      | ?           | ?          |
| M. Mannini       | 27       | 1       | ?           | ?          | 2            | 0            | ?            | ?            | 29       | 1      | ?           | ?          |
| S. Mihajlović    | 30       | 4       | ?           | ?          | 2            | 0            | ?            | ?            | 32       | 4      | ?           | ?          |
| A. Pagotto       | 24       | -33     | ?           | ?          | 2            | -2           | ?            | ?            | 26       | -35    | ?           | ?          |
| E. Pesaresi      | 10       | 0       | ?           | ?          | 1            | 0            | ?            | ?            | 11       | 0      | ?           | ?          |
| S. Sacchetti     | 24       | 0       | ?           | ?          | 2            | 0            | ?            | ?            | 26       | 0      | ?           | ?          |
| F. Salsano       | 27       | 1       | ?           | ?          | 2            | 0            | ?            | ?            | 29       | 1      | ?           | ?          |
| C. Seedorf       | 32       | 3       | ?           | ?          | 2            | 1            | ?            | ?            | 34       | 4      | ?           | ?          |
| M. Sereni        | 4        | -8      | ?           | ?          | -            | -            | -            | -            | 4        | -8     | 0+          | 0+         |
| W. Zenga         | 7        | -6      | ?           | ?          | -            | -            | -            | -            | 7        | -6     | 0+          | 0+         |